# Phyllodromica pulcherrima
Phyllodromica pulcherrima är en kackerlacksart som beskrevs av Vidlicka och Majzlan 1997. Phyllodromica pulcherrima ingår i släktet Phyllodromica och familjen småkackerlackor.
Artens utbredningsområde är Bulgarien. Inga underarter finns listade i Catalogue of Life.